# Guadalcázar (Argentina)
Guadalcázar es una localidad del Departamento Bermejo, en la provincia de Formosa, Argentina.
Se encuentra en el km 1732 de la Ruta Nacional 86.

## Población
Cuenta con 146 habitantes (Indec, 2010). En censos anteriores había sido censada como población rural.